# エドワード・アーサー・ウォルトン
エドワード・アーサー・ウォルトン（Edward Arthur Walton、1860年4月15日 - 1922年3月18日）はイギリスの画家である。風景画や肖像画を描いた。

## 略歴
スコットランド、イースト・レンフルーシャーのバーヘッドに生まれた。父親は町役人（commission agent）で画家、写真家としても知られていた。1850年に生まれた姉のヘレン（Helen Walton）はグラスゴー美術学校で学んで装飾画家となり、兄弟に美術を教え、弟のヘンリー（Henry Walton:1867–1933）は有名な建築家、家具デザイナーとなり、コンスタンス(Constance Walton)も植物画家となった。
エドワード・アーサー・ウォルトンはドイツのデュッセルドルフ美術アカデミーで学び、その後、グラスゴー美術学校で学んだ。美術学校の同僚、ジョセフ・クローホールやジョージ・ヘンリー、ジェイムズ・ガスリーと親友になった。クローホールの妹とウォルトンの兄弟が結婚し親類となった。1894年までグラスゴーに住み、ウォルトンらはイギリスで活動していたジェームズ・マクニール・ホイッスラーを尊敬し「グラスゴー･ボーイズ」と呼ばれる若い画家の集団で活動した。
スコットランドの風景画家でグラスゴー･ボーイズの中で中心的立場であった、ウィリアム・ヨーク・マクレガー(William York Macgregor :1855-1923)にも学んだ。1880年からグラスゴーやエディンバラの展覧会に出展した。
ウォルトンらはスコットランドの景勝地である、ロサックス地方やクローランドの風景を描くのを好んだ。1883年にスコティッシュ・ボーダーズのCockburnspathという村に家を建てたガスリーとその地域を描いた。その年、ヘレンズバラの海岸地域の人々を描いた一連の水彩画も描き、評価を高めた。多くの肖像画の注文も得られるようになった。
1889年に王立スコットランドアカデミー(Royal Scottish Academy)の準会員に選ばれ、1905年に正会員に選ばれた。1894年から1904年までロンドンのホイッスラーやジョン・レィヴァリ（John Lavery）らの近くで暮らした。ロンドン時代は近郊のサフォークで夏をすごし、その風景を描いた。1907年にはガスリーとアルジェリア、スペインを旅した。
1915年に王立スコットランド水彩画協会（Royal Scottish Water Colour Society）の会長に任じられた。
1889年に画家のHelen Law Hendersonと結婚し、息子のジョン・ウォルトン(1895–1971)はグラスゴー大学の植物学の欽定教授を務めた。娘のセシル（Cecile Walton:1891–1956)は夫のロバートソン（Eric Harald Macbeth Robertson）とともに象徴主義の画家として知られる。

## 作品

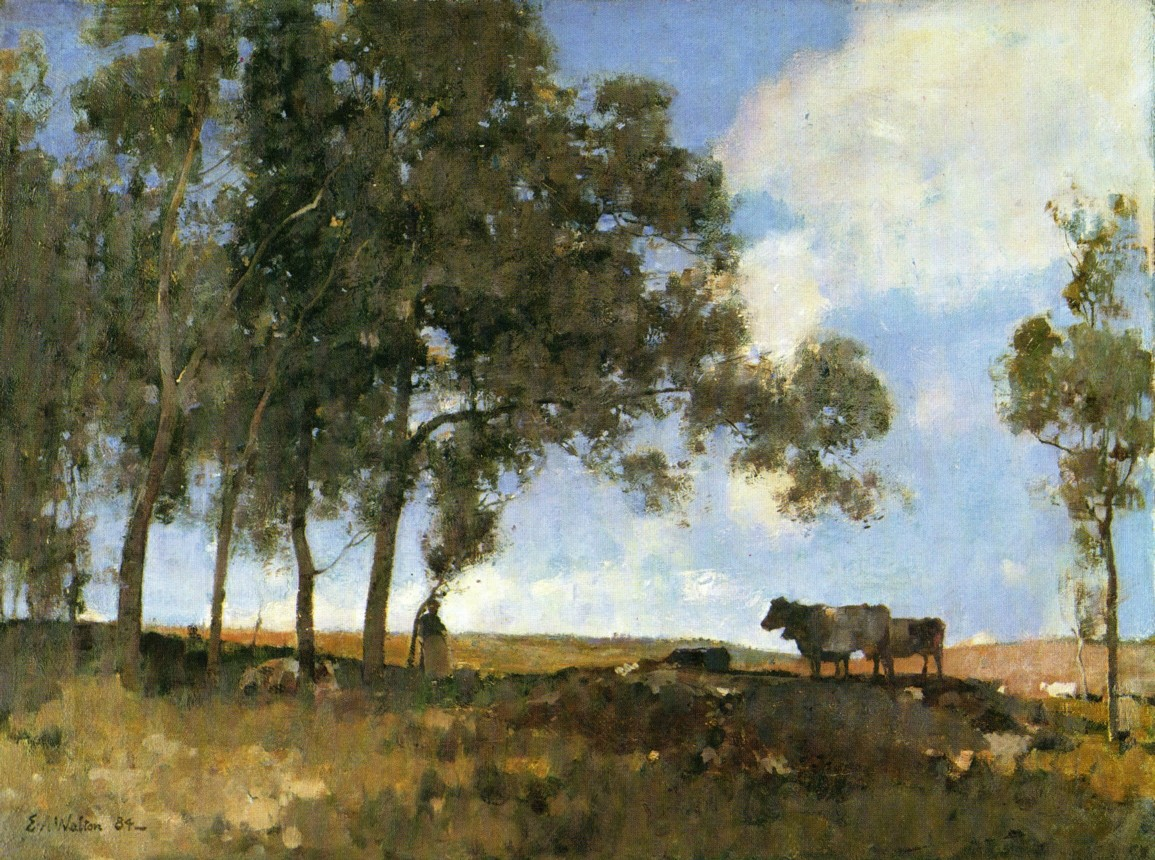
"Autumn Sunshine" (1883)
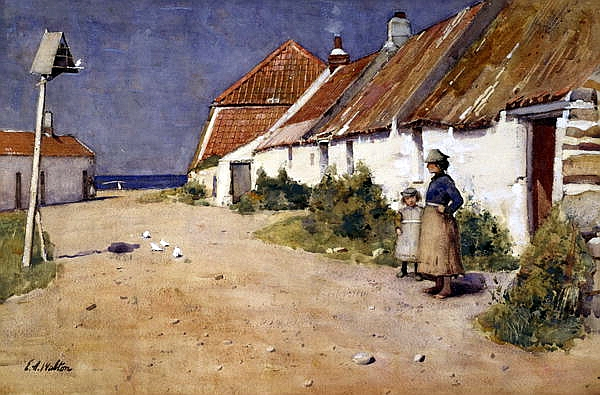
"Seaside Cottages With Dovecot"
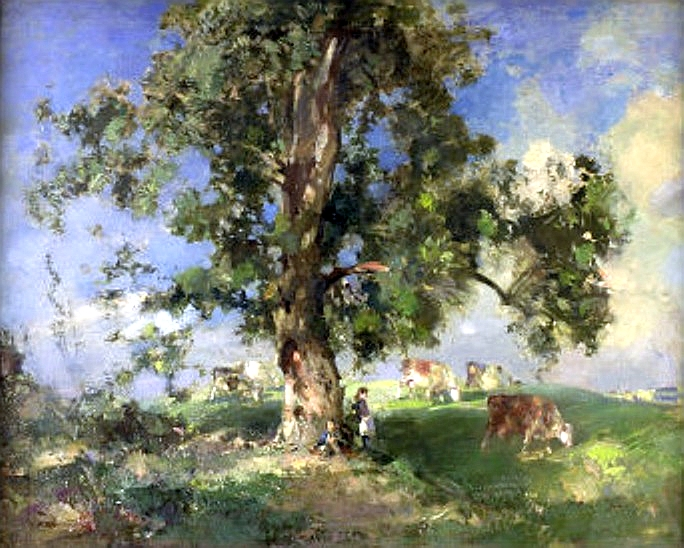
The Old Ash Tree
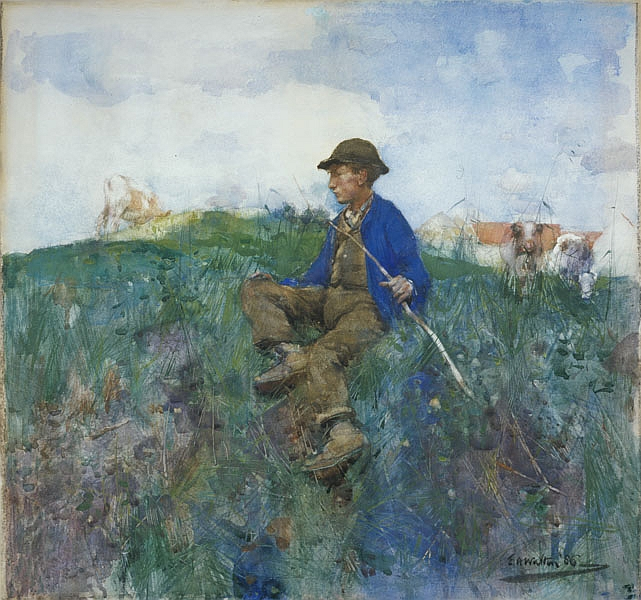
A Herd Boy 1886
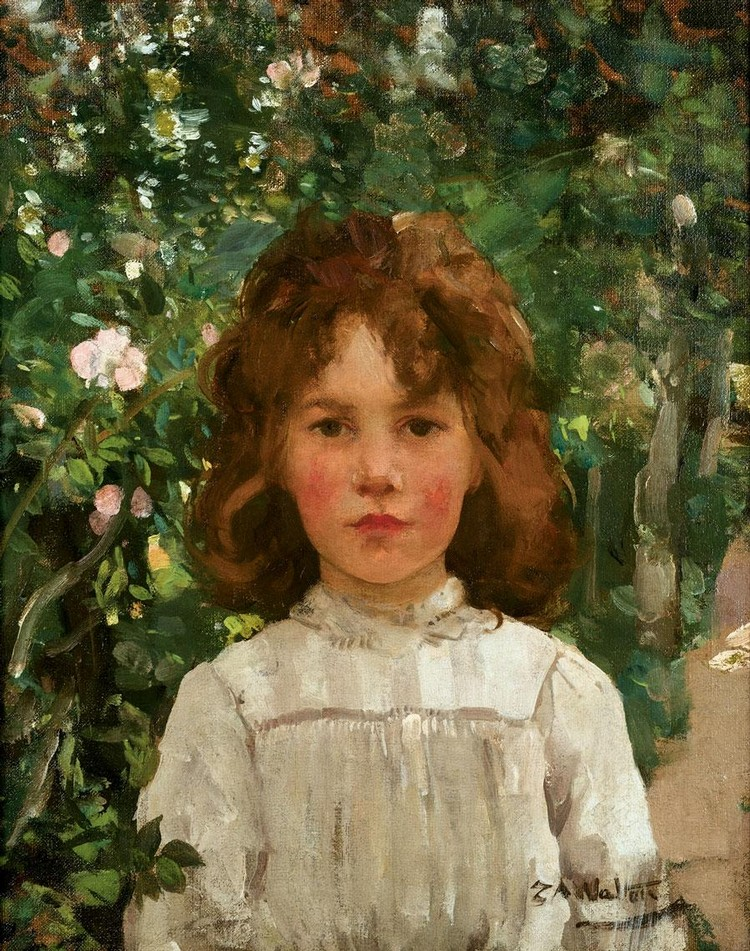
Magnolia
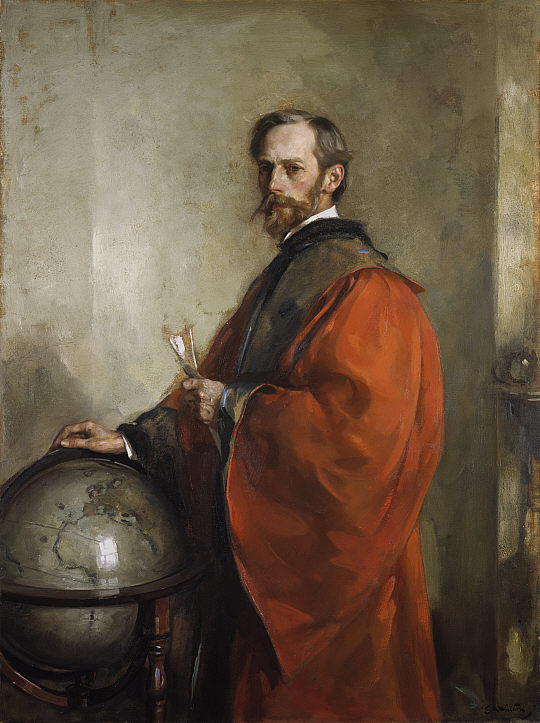
John George Bartholomew(地理学者)
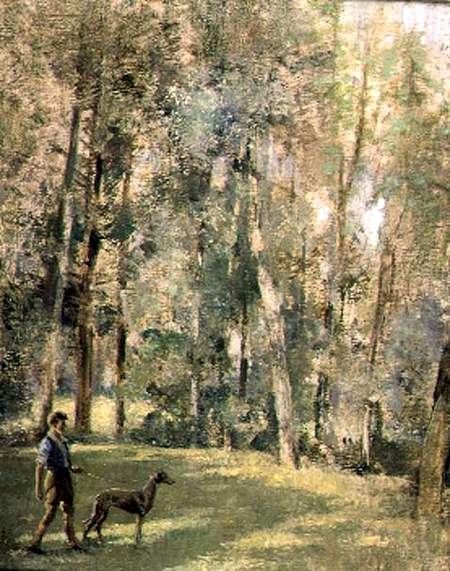
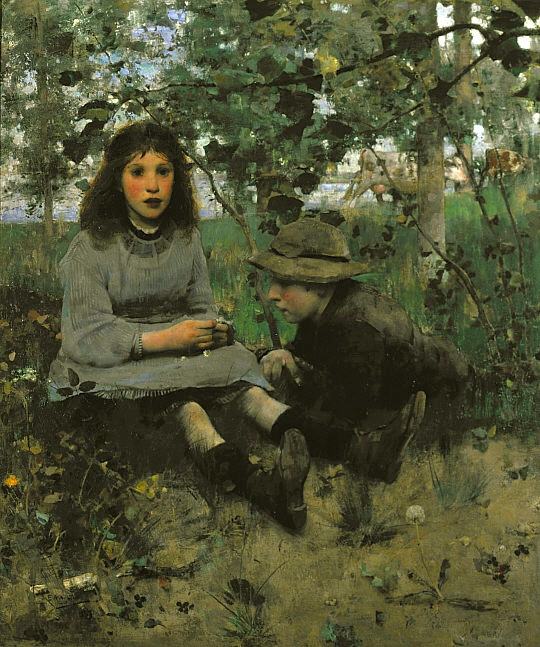
A Daydream 1885